# خوان کارلوس (بازیکن فوتبال، زاده ۱۹۴۵)
خوان کارلوس (انگلیسی: Juan Carlos; ۱۴ فوریهٔ ۱۹۴۵ – ۱۶ ژانویهٔ ۲۰۱۲) بازیکن فوتبال اهل اسپانیا بود.
از باشگاه‌هایی که در آن بازی کرده‌است می‌توان به باشگاه فوتبال راسینگ سانتاندر و باشگاه فوتبال بارسلونا اشاره کرد.
وی همچنین در تیم ملی فوتبال اسپانیا بازی کرده‌است.